# Краљ (презиме)
Краљ је јужнословенско презиме и титула. Буквално значи „краљ“ и, према Петру Скоку, потиче од Карла Великог у истом смислу као што је Цар за Цезара.
У Словенији је то 14. презиме по учесталости: присутно је у целој земљи, али је посебно заступљено у централној и јужној Словенији. У Хрватској је то 49. презиме по заступљености, присутно и у цијелој земљи, али најбројније у средишњој Хрватској. Једно је од најчешћих презимена у двије хрватске жупаније.
Присутно је и у Србији, нпр. познати глумац Петар Краљ, име које је за време комунистичке владавине Србијом изазвало пометњу када се чита по аустроугарском бирократском маниру – наслеђеном у целој средњој Европи – навођења презимена испред личних имена у школама, војсци, болници итд јер звучи као краљ Петар од Југославије.
Као презиме, може се односити на следеће особе:
- Елвира Краљ (1900 - 1978), словенска глумица
- Ивица Краљ (рођен 1973), српски фудбалер
- Петар Краљ (1941 - 2011), српски глумац